# گیلین مکسول
گیلِین مکسول (زاده ۲۵ دسامبر ۱۹۶۱) از اشراف بریتانیایی و کوچک‌ترین فرزند رابرت مکسول است. وی پس از مرگ پدرش در سال ۱۹۹۱ به آمریکا نقل مکان کرد و از نزدیکان جفری اپستین بود. مکسول با اتهاماتی در مورد تهیه و قاچاق جنسی دختران زیر سن قانونی برای اپستین و دیگران روبرو شده است، اتهامی که وی آن را رد کرده است. اف‌بی‌آی وی را در ۲ ژوئیه ۲۰۲۰ دستگیر کرد.
او متولد فرانسه و بزرگ‌شده در آکسفورد بود. در دهه ۱۹۸۰ به کالج بالیول آکسفورد رفت و به یکی از اعضای برجسته محافل اجتماعی لندن تبدیل شد. ماکسول تا زمان مرگ پدرش در سال ۱۹۹۱ برای او کار می‌کرد؛ سپس به شهر نیویورک نقل مکان کرد و در آنجا به زندگی به عنوان یک فرد اجتماعی ادامه داد و با اپستاین رابطه داشت. ماکسول در سال ۲۰۱۲ یک گروه غیرانتفاعی برای حفاظت از اقیانوس‌ها تأسیس کرد. پس از اتهامات قاچاق جنسی که توسط دادستان‌ها علیه اپستاین در ژوئیه ۲۰۱۹ مطرح شد، این سازمان در همان ماه توقف فعالیت خود را اعلام کرد. ماکسول شهروند تابع ایالات متحده است و تابعیت فرانسوی و بریتانیایی خود را حفظ کرده است.
ماکسول در ژوئیه ۲۰۲۰ توسط دولت فدرال ایالات متحده به جرم اغفال خردسالان و قاچاق جنسی دختران زیر سن قانونی، در ارتباط با همکاری‌اش با اپستاین به عنوان جذب‌کننده او، دستگیر و متهم شد. درخواست وثیقه او به دلیل خطر فرار رد شد و قاضی نگرانی‌هایی را در مورد وضعیت مالی «کاملاً مبهم» او، مهارتش در زندگی مخفیانه و این واقعیت که فرانسه شهروندان خود را مسترد نمی‌کند، ابراز داشت. او در دسامبر ۲۰۲۱ در پنج مورد از شش اتهام، از جمله قاچاق جنسی یک خردسال، محکوم شد. او با یک دادگاه جنایی دوم برای دو اتهام دروغگویی تحت سوگند در مورد سوء استفاده اپستاین از دختران زیر سن قانونی روبرو است.

## اوایل زندگی
ژیزلین ماکسول در سال ۱۹۶۱ در مزون-لافیته، ایل-دو-فرانس، فرانسه به دنیا آمد. او نهمین و کوچک‌ترین فرزند الیزابت (نام خانوادگی Meynard)، یک پژوهشگر فرانسوی‌تبار، و رابرت ماکسول (نام خانوادگی Ján Ludvík Hyman Binyamin Hoch)، یک غول رسانه‌ای بریتانیایی متولد چکسلواکی بود. پدرش از یک خانواده یهودی بود و مادرش از تبار هوگنوت (پروتستان‌های فرانسوی) بود. ماکسول دو روز قبل از یک تصادف رانندگی به دنیا آمد که برادر پانزده ساله‌اش مایکل را تا زمان مرگش در سال ۱۹۶۷ در کمای طولانی فرو برد. مادرش بعدها منعکس کرد که این تصادف بر کل خانواده تأثیر گذاشته است و حدس زد که ژیزلین در دوران نوپایی خود علائم بی‌اشتهایی را نشان داده است.
در طول دوران کودکی، ماکسول با خانواده‌اش در آکسفورد در Headington Hill Hall، یک عمارت ۵۳ اتاقه، زندگی می‌کرد، جایی که دفاتر انتشارات پرگامون، یک شرکت انتشاراتی که توسط پدرش اداره می‌شد، نیز در آنجا قرار داشت. مادرش گفت که همه فرزندانش به عنوان آنگلیکن بزرگ شده‌اند. ماکسول ابتدا در دبیرستان دخترانه آکسفورد در شمال آکسفورد تحصیل کرد و سپس در سن نه سالگی در مدرسه مقدماتی Edgarley Hall در سامرست ثبت نام کرد و پس از آن در سن سیزده سالگی به مدرسه Headington رفت. او برای تحصیل در A-Levels به کالج مارلبرو رفت، پیش از اینکه در سال ۱۹۸۵ مدرک تاریخ مدرن با زبان‌ها را از کالج بالیول، آکسفورد، کسب کند.
ماکسول رابطه نزدیکی با پدرش داشت و گفته می‌شود که مورد علاقه او بود. طبق گفته تاتلر، ماکسول به یاد می‌آورد که پدرش در سال ۱۹۷۳ کامپیوترهایی را در هدینگتون نصب کرد و اولین شغل او آموزش استفاده از وانگ ۲۲۰۰ و سپس کدنویسی بود. روزنامه تایمز گزارش داد که پدرش به ماکسول اجازه نمی‌داد دوست‌پسرانش را به خانه بیاورد یا پس از ورود به دانشگاه آکسفورد، با آنها در ملاء عام دیده شود.

## کار
ماکسول در دهه ۱۹۸۰ از اعضای برجسته محافل اجتماعی لندن بود. او یک باشگاه زنانه به نام کیت-کت کلاب اصلی تأسیس کرد و در طول مالکیت پدرش، مدیر باشگاه فوتبال آکسفورد یونایتد بود. او همچنین در «یوروپین»، نشریه‌ای که پدرش تأسیس کرده بود، کار می‌کرد. به گفته تام بوئر، نویسنده برای «ساندی تایمز»، در سال ۱۹۸۶ رابرت او را برای نامگذاری قایق تفریحی جدیدش «لیدی ژیزلین» که به افتخار او نامگذاری شده بود، در یک کشتی‌سازی در هلند دعوت کرد. او در اواخر دهه ۱۹۸۰ زمان زیادی را در این قایق تفریحی سپری کرد، که مجهز به جکوزی، سونا، سالن ورزشی و دیسکو بود. «اسکاتلندی» گفت که رابرت همچنین «یک شرکت نیویورکی را برای او طراحی کرده بود.» این شرکت که در زمینه هدایای شرکتی فعالیت می‌کرد، سودآور نبود.
«ساندی تایمز» گزارش داد که ماکسول در ۵ نوامبر ۱۹۹۰ به شهر نیویورک پرواز کرد تا پاکتی را از طرف پدرش تحویل دهد که، بدون اطلاع او، بخشی از «نقشه‌ای بود که توسط پدرش برای دزدیدن ۲۰۰ میلیون دلار» از سهامداران برلیتز آغاز شده بود.
پس از اینکه رابرت ماکسول در ژانویه ۱۹۹۱ «نیویورک دیلی نیوز» را خرید، ژیزلین را به شهر نیویورک فرستاد تا به عنوان فرستاده او عمل کند. در می ۱۹۹۱، ماکسول و پدرش با کنکورد برای کار به نیویورک رفتند، و از آنجا او به زودی به مسکو رفت و ژیزلین را برای نمایندگی منافع خود در رویدادی به افتخار سیمون ویزنتال تنها گذاشت.
در نوامبر ۱۹۹۱، جسد رابرت ماکسول در دریای نزدیک جزایر قناری و «لیدی ژیزلین» شناور پیدا شد. بلافاصله پس از آن، ژیزلین به تنریف پرواز کرد، جایی که قایق تفریحی لنگر انداخته بود، تا به کارهای اداری او رسیدگی کند. او در مراسم تشییع جنازه پدرش در اورشلیم در کنار شخصیت‌های اطلاعاتی اسرائیل، رئیس‌جمهور حییم هرتزوگ، و نخست‌وزیر اسحاق شامیر، که سخنرانی ترحیم او را ایراد کرد، شرکت کرد. اگرچه حکم مرگ بر اثر غرق شدن تصادفی ثبت شد، ماکسول از آن زمان گفته است که معتقد است پدرش به قتل رسیده است و در سال ۱۹۹۷ اظهار داشت: «او خودکشی نکرد. این با شخصیت او سازگار نبود. فکر می‌کنم او به قتل رسید.» پس از مرگ او، مشخص شد که رابرت ماکسول دارایی‌های بازنشستگی شرکت Mirror Group Newspapers، شرکتی که او اداره می‌کرد و بخش عمده‌ای از مالکیت آن را در اختیار داشت، را به صورت متقلبانه برای حمایت از قیمت سهام آن تصاحب کرده بود. گفته می‌شود بیش از ۴۰۰ میلیون پوند از صندوق‌های بازنشستگی مفقود شده بود و ۳۲۰۰۰ نفر تحت تأثیر قرار گرفتند. دو برادر ماکسول، یان و کوین، که بیشترین مشارکت را با پدرشان در معاملات تجاری روزانه داشتند، در ۱۹ ژوئن ۱۹۹۲ دستگیر و به کلاهبرداری مرتبط با رسوایی بازنشستگی Mirror Group متهم شدند. این برادران سه و نیم سال بعد در ژانویه ۱۹۹۶ تبرئه شدند.
ماکسول در سال ۱۹۹۱، اندکی پس از مرگ پدرش، به ایالات متحده نقل مکان کرد. ماکسول سالانه ۸۰٬۰۰۰ پوند (معادل ۲۱۶٬۹۳۵ پوند در سال ۲۰۲۳) از یک صندوق امانی که توسط پدرش در لیختن‌اشتاین تأسیس شده بود، دریافت می‌کرد. تا سال ۱۹۹۲، او به آپارتمان یکی از دوستان ایرانی خود با چشم‌اندازی به سنترال پارک نقل مکان کرده بود. در آن زمان، ماکسول در یک دفتر املاک و مستغلات در مدیسون اونیو کار می‌کرد و گزارش شده بود که با افراد مشهور معاشرت می‌کند. او به سرعت به عنوان یک فرد اجتماعی برجسته در شهر نیویورک شهرت بیشتری یافت.

## رابطه با جفری اپستاین
روایت‌ها دربارهٔ زمان اولین ملاقات ماکسول با سرمایه‌دار آمریکایی جفری اپستاین متفاوت است. به گفته استیون هوفنبرگ، شریک تجاری سابق اپستاین، رابرت ماکسول دخترش را در اواخر دهه ۱۹۸۰ به اپستاین معرفی کرد. روزنامه تایمز گزارش داد که ماکسول در اوایل دهه ۱۹۹۰ در یک مهمانی در نیویورک، پس از «یک جدایی دشوار با کنت جیانفرانکو سیوونا موزونی» (۱۹۶۲–۲۰۱۲) از خاندان هتل‌های CIGA، با اپستاین ملاقات کرد.
ماکسول برای چندین سال در اوایل دهه ۱۹۹۰ رابطه عاشقانه با اپستاین داشت و تا زمان مرگ او در سال ۲۰۱۹، به مدت بیش از ۲۵ سال با او ارتباط نزدیک خود را حفظ کرد. ماهیت رابطه آنها نامشخص باقی مانده است. در یک اظهارنامه در سال ۲۰۰۹، چندین نفر از کارکنان خانگی اپستاین شهادت دادند که اپستاین از او به عنوان «دوست دختر اصلی» خود یاد می‌کرد که همچنین از حدود سال ۱۹۹۲ کارکنانش را استخدام، اخراج و نظارت می‌کرد. کارکنان اپستاین از او به عنوان «بانوی خانه» و «دستیار تهاجمی» او نیز یاد کرده‌اند. در یک مقاله Vanity Fair در سال ۲۰۰۳ دربارهٔ اپستاین، نویسنده ویکی وارد نوشت که اپستاین از ماکسول به عنوان «بهترین دوست من» یاد کرده است. وارد همچنین مشاهده کرد که ماکسول به نظر می‌رسد «بسیاری از زندگی او را سازماندهی می‌کند.»
پالتیکو گزارش داد که ماکسول و اپستاین با چندین فرد برجسته در محافل نخبه سیاست، دانشگاه، تجارت و حقوق، از جمله رئیس‌جمهور بیل کلینتون، دونالد ترامپ، وکیل آلن درشوویتز و شاهزاده اندرو، دوک یورک، دوستی داشتند.
ماکسول به دلیل دوستی دیرینه‌اش با شاهزاده اندرو و همراهی او به یک مراسم اجتماعی «روسپی‌ها و دلالان» در نیویورک شناخته شده است. در مصاحبه‌ای در نوامبر ۲۰۱۹ با بی‌بی‌سی، اندرو گفت که این دو از زمانی که ماکسول دانشجوی کارشناسی در آکسفورد بوده است، یکدیگر را می‌شناختند. او اپستاین را به شاهزاده اندرو معرفی کرد و این سه اغلب با هم معاشرت می‌کردند. در سال ۲۰۰۰، ماکسول و اپستاین در مهمانی‌ای که توسط شاهزاده اندرو در عمارت سندرینگهام ملکه در نورفولک، انگلستان، برگزار شده بود، شرکت کردند، که گفته می‌شود برای جشن تولد ۳۹ سالگی ماکسول بوده است. در مصاحبه نوامبر ۲۰۱۹ خود با بی‌بی‌سی، شاهزاده اندرو تأیید کرد که ماکسول و اپستاین به دعوت او در یک رویداد شرکت کرده‌اند، اما او انکار کرد که این چیزی فراتر از «یک آخر هفته تیراندازی ساده» بوده باشد.
در سال ۱۹۹۵، اپستاین یکی از شرکت‌های خود را به نام «شرکت ژیزلین» تغییر نام داد؛ این شرکت که در پالم بیچ، فلوریدا مستقر بود، در سال ۱۹۹۸ منحل شد. ماکسول به عنوان یک خلبان هلیکوپتر آموزش دیده، اپستاین را به جزیره خصوصی او در کارائیب نیز منتقل می‌کرد.
در سال ۲۰۰۸، اپستاین به اتهام اغفال یک خردسال برای فحشا محکوم شد و ۱۳ ماه از یک حکم ۱۸ ماهه زندان را سپری کرد. پس از آزادی اپستاین، اگرچه ماکسول همچنان در مراسم‌های اجتماعی برجسته شرکت می‌کرد، اما او و اپستاین دیگر در ملاء عام با هم دیده نمی‌شدند.
تا اواخر سال ۲۰۱۵، ماکسول عمدتاً از شرکت در مراسم‌های اجتماعی کناره‌گیری کرده بود.

## پرونده جنایی

### بازداشت و کیفرخواست
ژیزلین ماکسول با اتهامات مکرر تهیه و قاچاق جنسی دختران زیر سن قانونی برای اپستاین و دیگران مواجه بود، اتهاماتی که او همواره آنها را انکار می‌کرد. در تاریخ ۲ ژوئیه ۲۰۲۰، ماکسول توسط اف‌بی‌آی در بردفورد، نیوهمپشایر، از طریق دستگاه ردیابی تلفن همراه (آی‌ام‌اس‌آی-کچر یا "استینگ‌ری") بر روی تلفنی که او برای تماس با یکی از وکلایش، همسرش اسکات بورگرسون، و خواهرش ایزابل استفاده می‌کرد، دستگیر شد.
دادستان‌ها، به رهبری آودری استراوس، دادستان منطقه‌ای ایالات متحده، ماکسول را به شش جرم فدرال، از جمله اغفال خردسالان، قاچاق جنسی کودکان، و شهادت دروغ متهم کردند. در کیفرخواست ادعا شده بود که بین سال‌های ۱۹۹۴ و ۱۹۹۷، او «کمک، تسهیل و مشارکت» در سوءاستفاده از دختران خردسال داشته است، با وجود آنکه می‌دانسته یکی از سه قربانی ناشناس ۱۴ ساله بوده است.
تا تاریخ ۲۸ آوریل ۲۰۲۱، ماکسول در مرکز بازداشت متروپولیتن، بروکلین، نیویورک نگهداری می‌شد. وکلایش از قاضی ناتان درخواست کردند که او را با وثیقه ۵ میلیون دلاری و تحت نظارت خانگی در انتظار محاکمه آزاد کند. ماکسول در ۱۴ ژوئیه ۲۰۲۰ از طریق تماس تصویری در دادگاهی در منهتن حاضر شد و به اتهامات خود اقرار به بی‌گناهی کرد. ماکسول که از سال ۲۰۰۲ شهروند تابع ایالات متحده بود و همچنین دارای گذرنامه‌های فرانسه و بریتانیا بود، به دلیل خطر فرار از کشور و نگرانی‌هایی در مورد وضعیت مالی «کاملاً مبهم» او، مهارتش در زندگی مخفیانه، و این واقعیت که فرانسه شهروندان خود را مسترد نمی‌کند، وثیقه او رد شد. قاضی تاریخ محاکمه را ۱۲ ژوئیه ۲۰۲۱ تعیین کرد.
وکیل ماکسول در ۱۸ دسامبر ۲۰۲۰ مجدداً درخواست وثیقه او را مطرح کرد و پیشنهاد داد که ماکسول در نیویورک سیتی و در منزل یکی از دوستانش، تحت نظارت ۲۴ ساعته، تا زمان محاکمه اقامت کند. همسرش، اسکات بورگرسون، یک پیشنهاد تضمین شده ۲۲ میلیون دلاری آمریکا برای تضمین حضور او در جلسات آینده ارائه داد. در ۲۸ دسامبر ۲۰۲۰، درخواست مجدد برای وثیقه بار دیگر توسط قاضی رد شد. درخواست وثیقه ماکسول با مخالفت قربانی ادعایی، آنی فارمر، مواجه شد.
در ۱۹ ژانویه ۲۰۲۱، جلسه دادگاه توسط معتقدان به کیوآنون – که معتقدند ماکسول با گروهی از نخبگان لیبرال شیطان‌پرست که کودکان را قربانی می‌کنند و برای مقاصد جنسی قاچاق می‌کنند، همکاری می‌کند – مختل شد، زیرا جریان محاکمه به صورت غیرقانونی در یوتیوب پخش می‌شد.
در ۲۶ ژانویه ۲۰۲۱، وکلای ماکسول با یک درخواست، کیفرخواست هیئت منصفه بزرگ او را به چالش کشیدند و ادعا کردند که این کیفرخواست تنوع قومیتی حوزه قضایی را که نقض قانون در آن رخ داده است، منعکس نمی‌کند.
در ۲۹ مارس ۲۰۲۱، دادستان‌های ایالات متحده اتهامات جدیدی مبنی بر قاچاق جنسی یک خردسال و توطئه قاچاق جنسی را اضافه کردند و ادعا کردند که ماکسول بین سال‌های ۲۰۰۱ تا ۲۰۰۴ در پرورش دختر چهارمی، ۱۴ ساله، برای انجام اعمال جنسی با اپستاین در اقامتگاه او در پالم بیچ دست داشته است. ماکسول به اتهامات اضافی اقرار به بی‌گناهی کرد؛ او با شش اتهام از جمله قاچاق جنسی یک خردسال و توطئه قاچاق جنسی، علاوه بر دو اتهام شهادت دروغ، روبرو بود.
وکلای ماکسول به‌طور منظم به شرایط بازداشت او اعتراض می‌کردند، از جمله اینکه او را با تاباندن نور به چشمانش هر پانزده دقیقه یک بار بیدار نگه می‌داشتند تا از احتمال خودکشی‌اش جلوگیری کنند، و ماسک خواب به او نمی‌دادند. یکی از آنها، دیوید مارکوس، اعتراض کرد: "هیچ مدرکی دال بر تمایل او به خودکشی وجود ندارد. آنها این کار را می‌کنند چون جفری اپستاین در حین نظارت آنها درگذشت"، و "او جفری اپستاین نیست، این درست نیست."

### محاکمه قاچاق جنسی
در آوریل ۲۰۲۱، قاضی منطقه‌ای ایالات متحده، آلیسون ناتان، حکم داد که ماکسول با دو محاکمه جداگانه روبرو خواهد شد، یکی برای اتهامات قاچاق جنسی و دیگری برای شهادت دروغ. ناتان اولین محاکمه را تا ۲۹ نوامبر ۲۰۲۱ به تعویق انداخت، پس از اینکه وکلای مدافع ماکسول با موفقیت استدلال کردند که اتهامات جدید اضافه شده در مارس ۲۰۲۱ به آنها زمان کافی برای آماده شدن برای محاکمه را نمی‌دهد. ماکسول در ۱۵ نوامبر ۲۰۲۱ در دادگاه حاضر شد. محاکمه در ۲۹ نوامبر با بیانیه‌های آغازین آغاز شد. دوازده عضو هیئت منصفه، به علاوه شش جایگزین، از میان ۴۰ تا ۶۰ نفر انتخاب شده بودند.
پروفسور روان‌شناسی الیزابت لافتوس به عنوان شاهد متخصص برای دفاع فراخوانده شد و در مورد سندرم حافظه کاذب شهادت داد.
ماکسول تصمیم گرفت شهادت ندهد و به قاضی گفت: "عالیجناب، دولت پرونده خود را فراتر از شک معقول ثابت نکرده است؛ بنابراین نیازی به شهادت من نیست." سخنگوی خانواده ماکسول قبلاً گفته بود که او "خیلی شکننده" است که شهادت دهد.
در اوایل دسامبر ۲۰۲۱، توییتر حساب "@TrackerTrial" را، که حساب نظارت بر محاکمه ماکسول بود، تعلیق کرد. این حساب دو هفته عمر داشت و قبل از تعلیق ۵۲۵٬۰۰۰ دنبال‌کننده داشت.
در ۲۸ دسامبر، با افزایش عفونت‌های کووید-۱۹ در شهر، قاضی ناتان زمان‌های نشست هیئت منصفه را تمدید کرد، زیرا او نگران بود که عفونت‌های اعضای هیئت منصفه احتمال یک محاکمه باطل را افزایش دهد.

### محکومیت
در ۲۹ دسامبر ۲۰۲۱، ماکسول توسط هیئت منصفه در دادگاه فدرال ایالات متحده در پنج فقره مربوط به قاچاق جنسی با مجازات بالقوه تا ۶۵ سال حبس محکوم شد: یک مورد قاچاق جنسی یک خردسال (حداکثر: ۴۰ سال)، یک مورد انتقال یک خردسال با قصد ارتکاب فعالیت جنسی مجرمانه (۱۰ سال) و سه مورد توطئه برای ارتکاب جنایات کامل (مجموعاً ۱۵ سال).
ماکسول در اتهام اغفال یک خردسال برای سفر به منظور انجام اعمال جنسی غیرقانونی تبرئه شد. خانواده ماکسول اعلام کردند که روند تجدیدنظر آغاز شده است.
تنها شاهدی که در طول شهادت خود از نام واقعی خود استفاده کرد، آنی فارمر، پس از محاکمه گفت: «امیدوارم این حکم برای همه کسانی که به آن نیاز دارند آرامش به ارمغان بیاورد… حتی کسانی که قدرت و امتیاز بالایی دارند، زمانی که از جوانان سوء استفاده جنسی و استثمار می‌کنند، پاسخگو خواهند بود.»
درخواست محاکمه مجدد بر این اساس که یکی از اعضای هیئت منصفه در طول انتخاب هیئت منصفه فاش نکرده بود که در دوران کودکی مورد سوءاستفاده جنسی قرار گرفته است، مطرح شد. او روایتی از آن سوءاستفاده را در طول جلسات با سایر اعضای هیئت منصفه به اشتراک گذاشته بود. در ۱ آوریل ۲۰۲۲، قاضی تشخیص داد که عدم افشای سوءاستفاده از دوران کودکی توسط عضو هیئت منصفه، دلیلی برای محاکمه جدید نیست و درخواست ماکسول برای لغو حکم را رد کرد.
در ۲۸ ژوئن ۲۰۲۲، ماکسول به ۲۰ سال زندان محکوم شد؛ دادستان‌ها به دنبال حکمی حداقل ۳۰ سال بودند. او از تهدیداتی که از سوی کارکنان زندان در روزهای قبل از صدور حکم دریافت کرده بود، شکایت کرد، اما جزئیاتی در مورد ماهیت تهدیدات ارائه نداد. اگرچه او در ۲۴ ژوئن تحت نظارت خودکشی قرار گرفته بود، اما به تیم روان‌پزشکی گفت که تمایلی به خودکشی ندارد. درخواست مربوطه توسط وکلای او برای تأخیر در صدور حکم رد شد. او در ۷ ژوئیه تجدیدنظر در محکومیت خود را مطرح کرد. در ۲۵ ژوئیه ۲۰۲۲، ماکسول از مرکز بازداشت متروپولیتن، بروکلین به یک زندان فدرال با امنیت پایین برای زندانیان زن در FCI تالاهاسی منتقل شد. او قرار است در ۱۷ ژوئیه ۲۰۳۷ آزاد شود. در اوت ۲۰۲۲، وکلای سابق او از ماکسول شکایت کردند و ادعا کردند که او ۸۷۸٬۰۰۰ دلار از هزینه‌های قانونی را پرداخت نکرده است.
در ۱۷ سپتامبر ۲۰۲۴، سه قاضی در دادگاه استیناف دوم ایالات متحده در منهتن، پنج محکومیت و حکم ماکسول را تأیید کردند. در پاسخ، وکیل او گفت که او به دیوان عالی ایالات متحده تجدیدنظر خواهد کرد.

### محاکمه شهادت دروغ
ماکسول با دومین محاکمه جنایی برای شهادت دروغ در مورد دو اتهام روبرو است که در سال ۲۰۱۵ در یک پرونده مدنی در مورد سوءاستفاده اپستاین از دختران زیر سن قانونی دروغ گفته است. هر اتهام حداکثر مجازات پنج سال زندان را دارد. دادستان‌ها گفته‌اند که در صورت صدور حکم طبق برنامه، اتهامات شهادت دروغ کنار گذاشته خواهد شد. پس از درخواست تجدیدنظر برای محاکمه جدید، که به صورت محرمانه ارائه شد، دادستان‌ها در ۴ فوریه ۲۰۲۲ به قاضی گفتند که استدلال‌های ماکسول برای محاکمه مجدد باید «به صورت عمومی ثبت شود»؛ قاضی گفت که دلایل ارائه درخواست محرمانه باید عمومی شود.